# Pulley-Läsion
Eine Pulley-Läsion ist eine Schädigung der von Bändern gebildeten Rotatorenintervallschlinge, die vorn am Kopf des Oberarmknochens im sogenannten Rotatorenintervall die lange Bizepssehne umschließt und so an dieser Stelle in der richtigen Position hält. Die Rotatorenintervallschlinge verhindert die Verlagerung der langen Bizepssehne in Richtung Körpermitte (nach medial) und gewährleistet dadurch ihren regelgerechten Verlauf durch das Schultergelenk.

## Anatomische Grundlagen

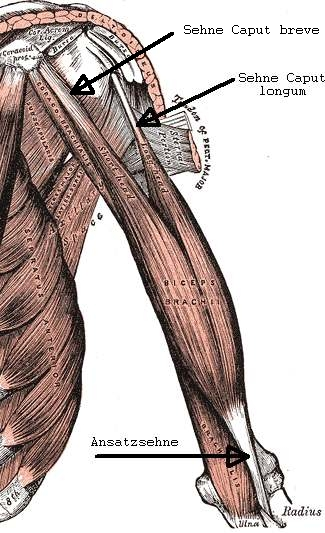
Der Bizeps und seine Sehnen (Blick von vorn auf die linke Schulter)

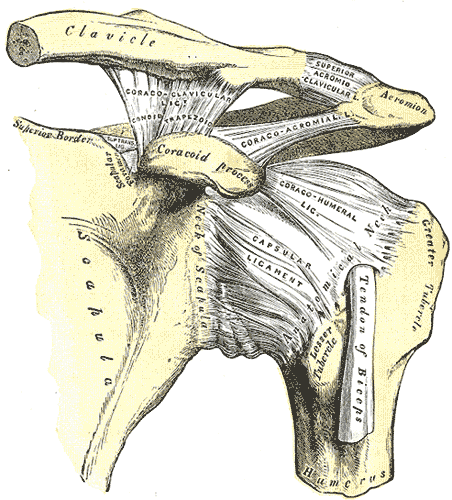
Schultergelenk mit Bandapparat und der Rotatorenintervallschlinge am oberen Ende des sichtbaren Teils der langen Bizepssehne, englisch Tendon of Biceps (Blick von vorn auf die linke Schulter ohne Muskulatur)

Der Musculus biceps brachii (zweiköpfiger Oberarmmuskel) ist der zweitstärkste Beuger im Ellenbogengelenk. Die Sehne des „langen Kopfes“ dieses Muskels verläuft in einer Rinne (Sulcus m. bicipitis longus) im Oberarmkopf schräg durch das Schultergelenk. Ihre Führung in dieser Position wird durch das Ligamentum coracohumerale gesichert. Sie wird dadurch funktionell in eine „Flaschenzug-Position“ gebracht (pulley englisch für Flaschenzug).

## Krankheitsverlauf
Im Zuge degenerativer Veränderungen des Schultergelenkes oder im Rahmen einer Rotatorenmanschettenruptur (vor allem beim Riss der Sehne des Musculus subscapularis) kann auch die Führung der langen Bizepssehne durch die oben genannten Strukturen beeinträchtigt werden. Die Sehne verlässt dann ihr Lager im Sulcus bicipitis humeri und gerät in das Hauptgelenk (Articulatio humeri). Dort sorgt sie zum einen für Irritationen und Bewegungseinschränkungen, zum anderen wird sie durch die umgebenden Gelenkanteile regelrecht  zerrieben. Folge dieses pathologischen Zustandes ist eine Arthrose im Schultergelenk und die Ausdünnung, später auch der Riss der langen Bizepssehne.

## Behandlung
Eine Rückführung der Sehne in ihren natürlichen Verlauf scheitert regelmäßig daran, dass die führenden Strukturen selbst geschädigt sind und dieser Aufgabe nicht mehr nachkommen können. Da das Fehlen der langen Bizepssehne ungleich unproblematischer ist als die Folgen ihrer Einklemmung in das Schultergelenk, entfernt man in der Regel die intraartikulären (im Gelenk verlaufenden) Sehnenanteile. In diesen Fällen ist die Schulter zumeist so weit vorgeschädigt, dass der Ausfall der langen Bizepssehne funktionell ohnehin nicht mehr wahrgenommen wird und die Schmerzreduktion durch Wegfall der Einklemmung vom Patienten als Verbesserung angenommen wird.